# Île Annacis
L'île Annacis (Annacis Island) est une île située dans le bras sud du fleuve Fraser, à Delta, en Colombie-Britannique. L'île est principalement industrielle (port de Vancouver), et héberge notamment une des usines secondaires de traitement des eaux usées du district régional du Grand Vancouver et un des pôles de l'Institut de technologie de la Colombie-Britannique.

## Géographie

Une carte présentant l'île Annacis (en rouge) avec le reste de Delta (en rose) et le Grand Vancouver (vert)

La partie la plus large du fleuve Fraser, au sud de l'île, est connue sous le nom de Annieville Canal (en amont) et City Reach (en aval), tandis que le bras plus étroit situé au nord de l'île est nommé Annacis Canal,. La pointe est de l'île est connue sous le nom de Shoal Point, et celle de l'ouest (aval)  est baptisée Purfleet Point.

## Historique
Le nom de l'île est un dérivé de « île d'Annance », du nom de Noël François Annance, un Abénaquis greffier de la Compagnie de la Baie d'Hudson, qui a voyagé avec James McMillan, et a participé à l'établissement de Fort Langley (en) en 1827,. Le nom de « Annace’s Island » est parfois rencontré.
En 1955, est inauguré sur l'île le premier parc industriel du Canada. Les travaux menés par le Groupe Grosvenor avaient commencé en 1951 sur une île jusqu'alors consacrée à l'agriculture et à la pêche. Un pont rail-route, nommé Derwent Way Bridge, relie l'île à l' île Lulu.
En 1960, le Queensborough Bridge qui relie l'île Lulu à l'île d'Annacis est inauguré. Il est acheté par la province en 1966.
En 1975, une station d'épuration est construite sur l'île ; elle traite les eaux usées de Burnaby, Surrey, Coquitlam, Port Moody, Delta et Richmond.
En 1986, le pont Alex Fraser (en) est inauguré dans le prolongement du Queensborough Bridge, et le Derwent Way Bridge est reconstruit.
En 2010, le Southern Railway of British Columbia termine les travaux d'un terminal rail-mer au sud de l'île. Ce système permettant de charger des wagons et des remorques routières sur des barges, doit traiter 6000 wagons par an, desservant l'Île de Vancouver et des industries côtières.
Mi-2011, la desserte ferroviaire de l'île est stoppée, du fait de la collision d'une barge avec le pont desservant l'île. Les wagons sont redirigés vers les installations du Burlington Northern and Santa Fe Railway à Tilbury, en face de l'île au sud, et leurs chargements sont transférées par bateau.

## Transports

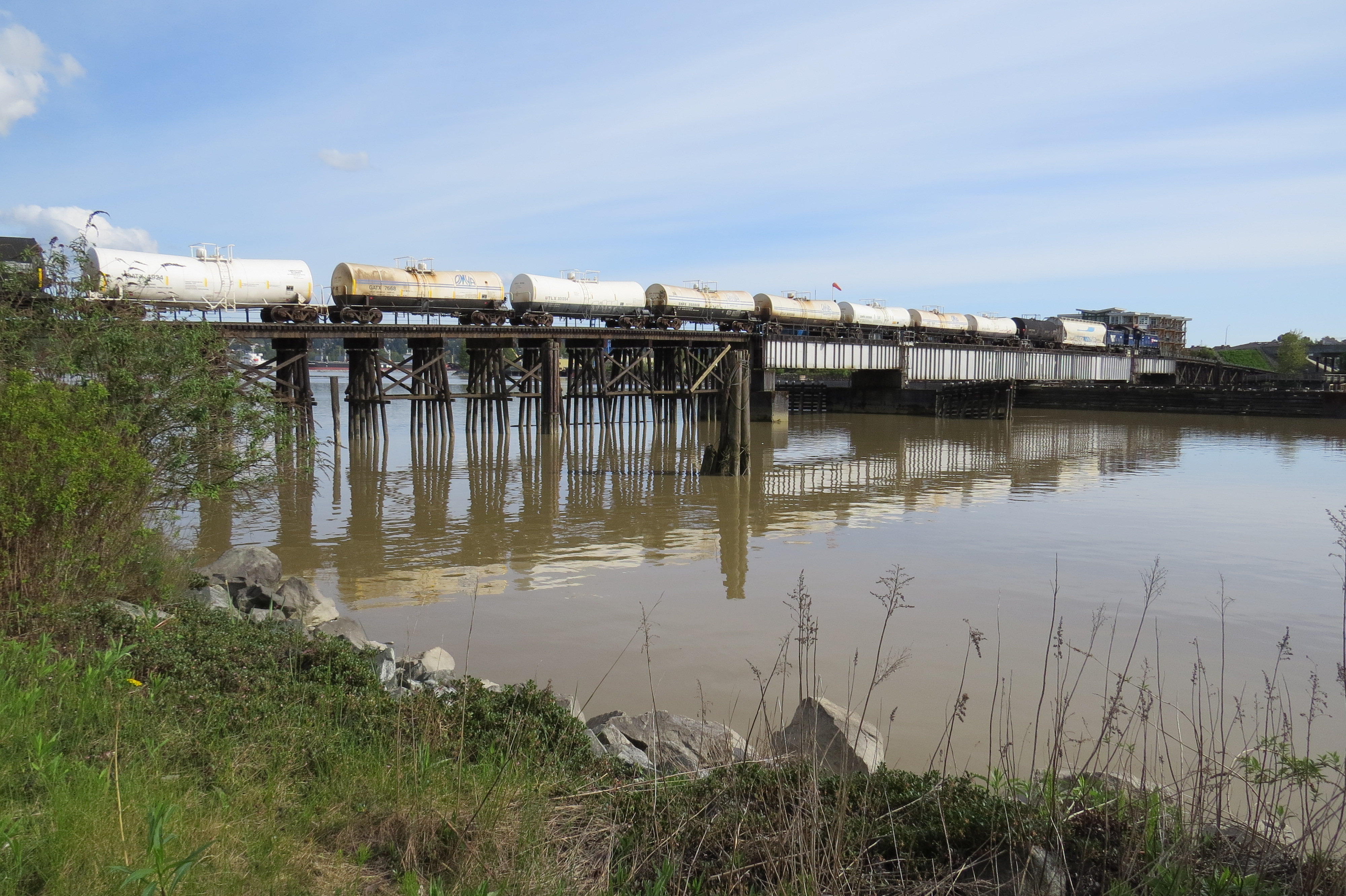
Un train sur le Queensborough Railway Bridge, qui relie l'île d'Annacis à New Westminster.

La partie sud de l'île est reliée à Delta via le pont Alex Fraser, qui fait partie de l'autoroute 91. Les connexions vers le nord vers Richmond et New Westminster se font par des ponts plus petits sur l'autoroute 91. À l'extrémité est de l'île, il y a aussi le pont Derwent Way qui relie l'île au quartier Queensborough de New Westminster. L'île est desservie par un bus public qui se connecte à la gare 22nd Street du SkyTrain de Vancouver à New Westminster.
Un pont rail-route ouvrant permet la desserte de l'île par le Southern Railway of British Columbia.